# ペギー・レエ
ペギー・レエ（Peggy Rea、1921年3月31日 - 2011年2月5日）は、アメリカ合衆国の女優。

## 出演作品
- 地獄のプリズナー/狙われた美人教師
- ブルース・ウィリス/イン・カントリー
- ヘレンに何が起こったのか?
- セクシーキャンパス美女旋風　Hamburger: The Motion Picture（1986）